# Mataeopsephus japonicus
Mataeopsephus japonicus is een keversoort uit de familie keikevers (Psephenidae). De wetenschappelijke naam van de soort werd in 1916 gepubliceerd door Shonen Matsumura.